# Agama planiceps
Agama planiceps là một loài thằn lằn trong họ Agamidae. Loài này được Peters mô tả khoa học đầu tiên năm 1862.

## Hình ảnh

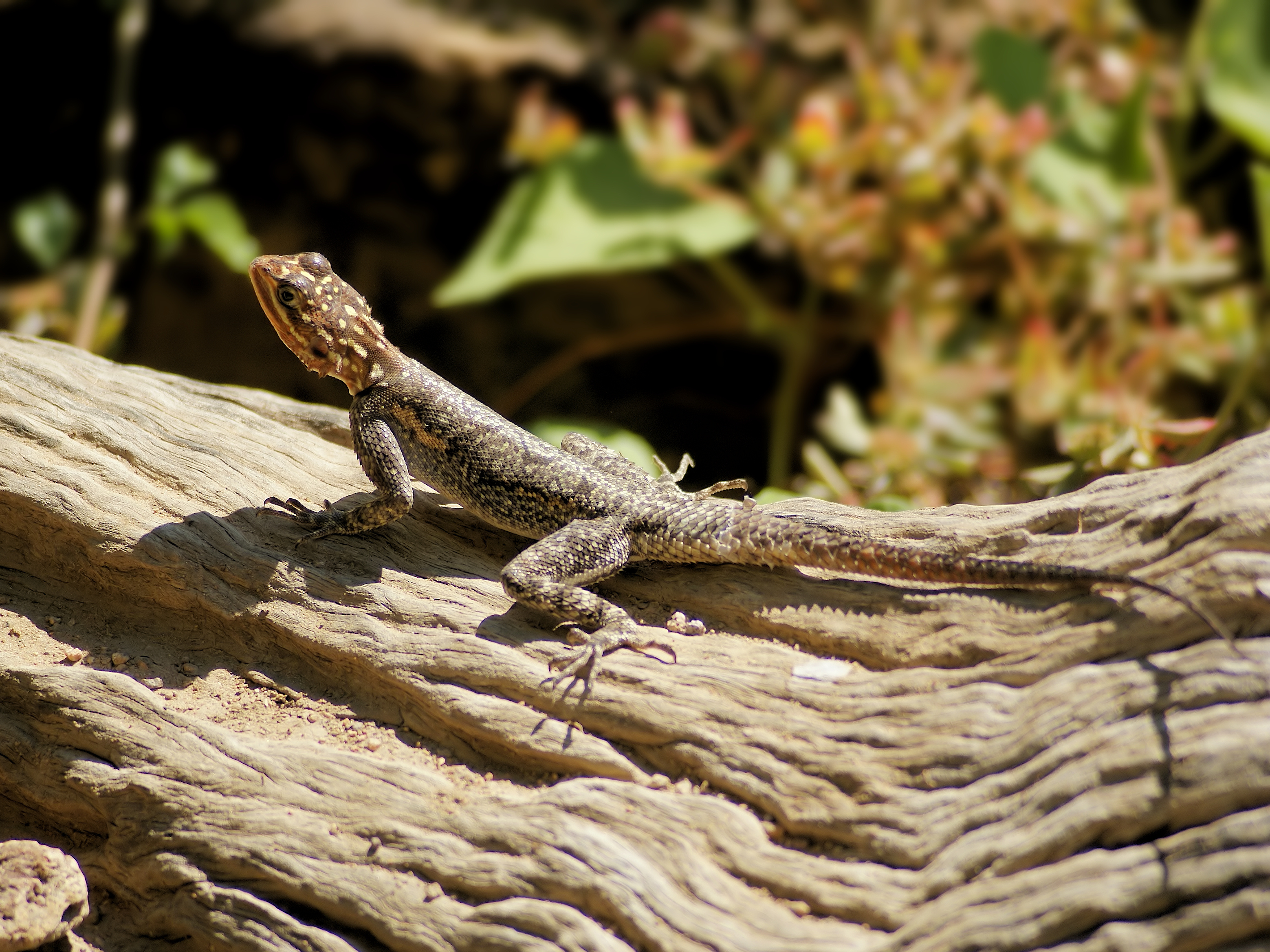
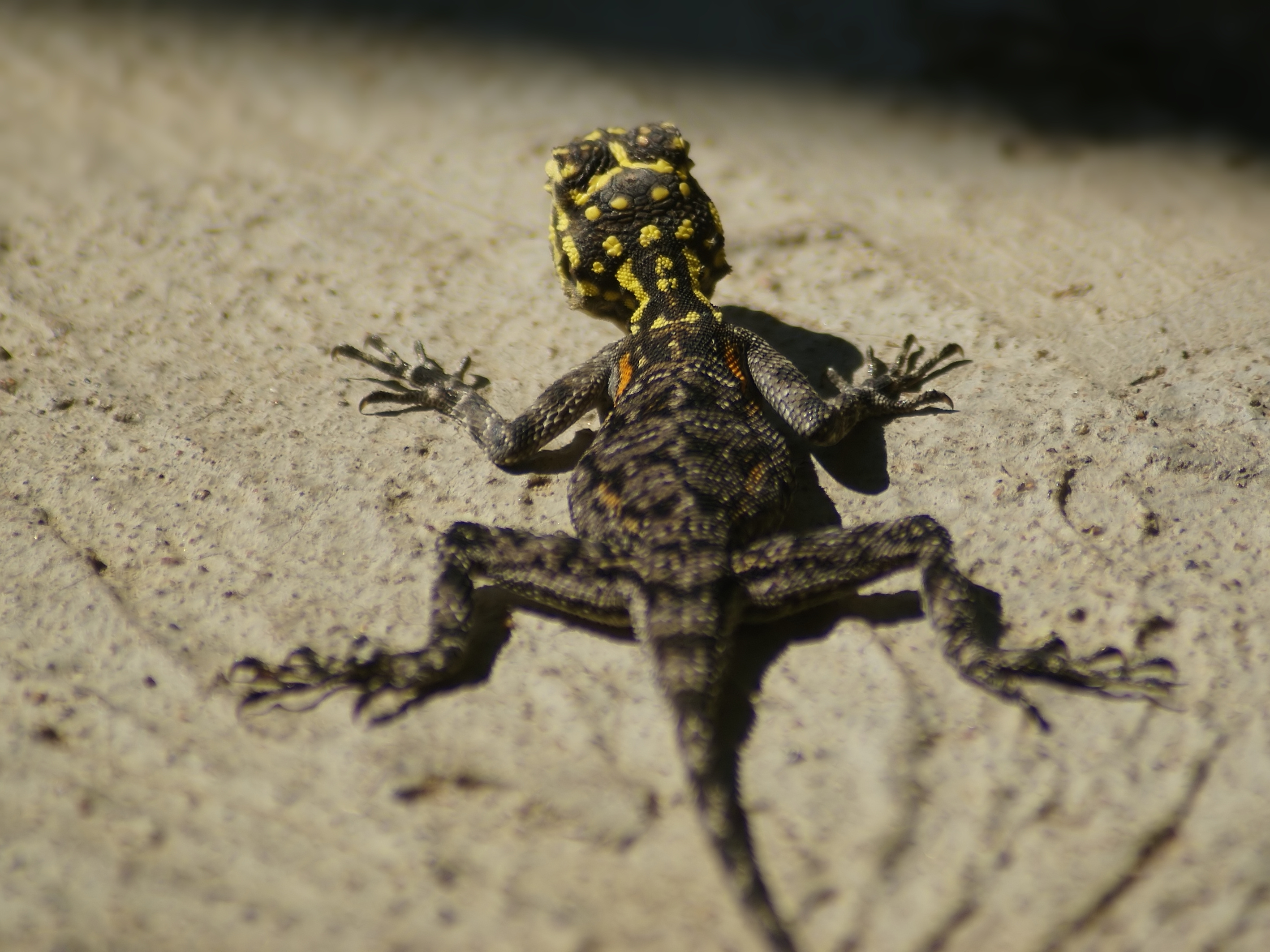
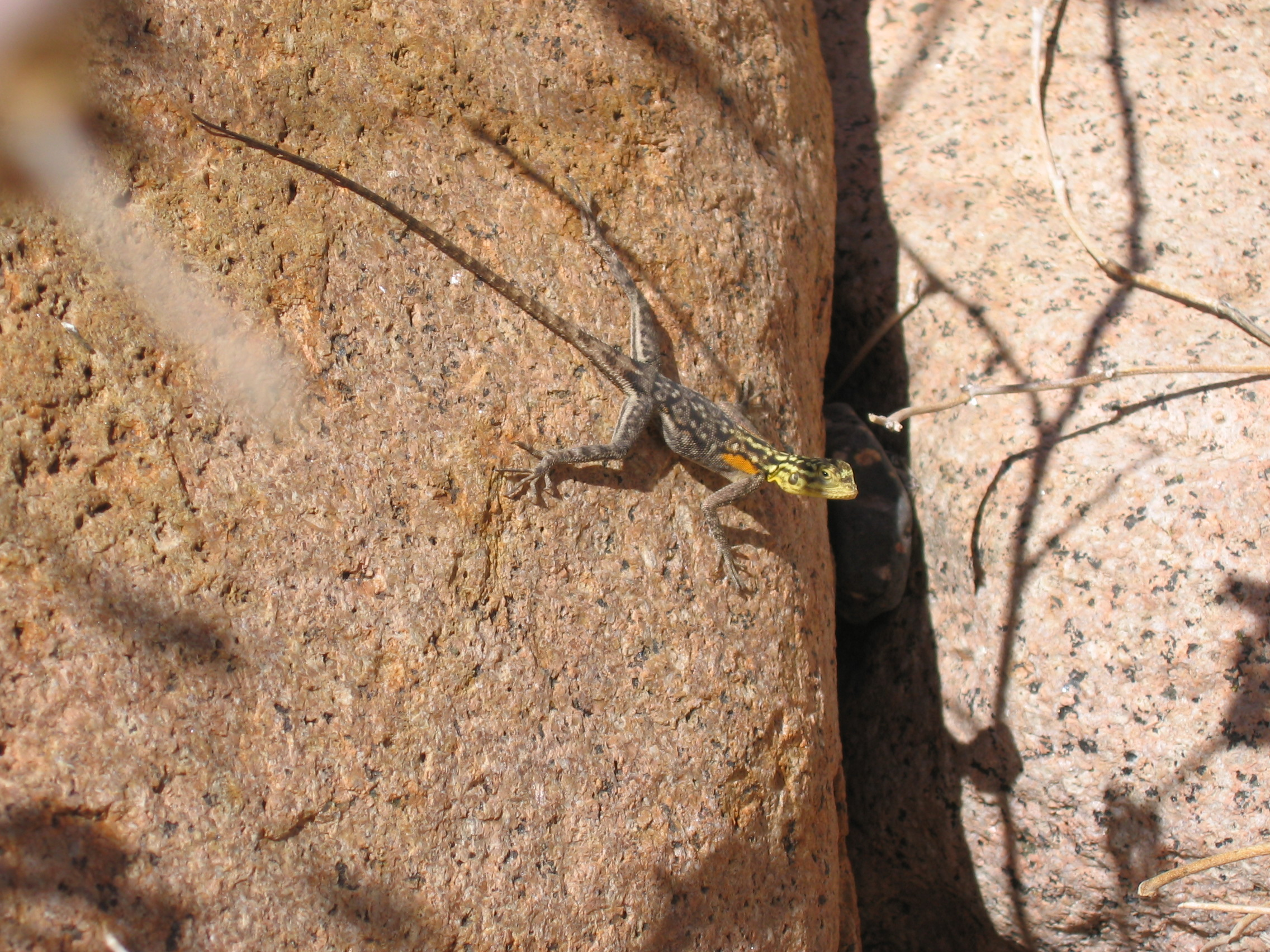
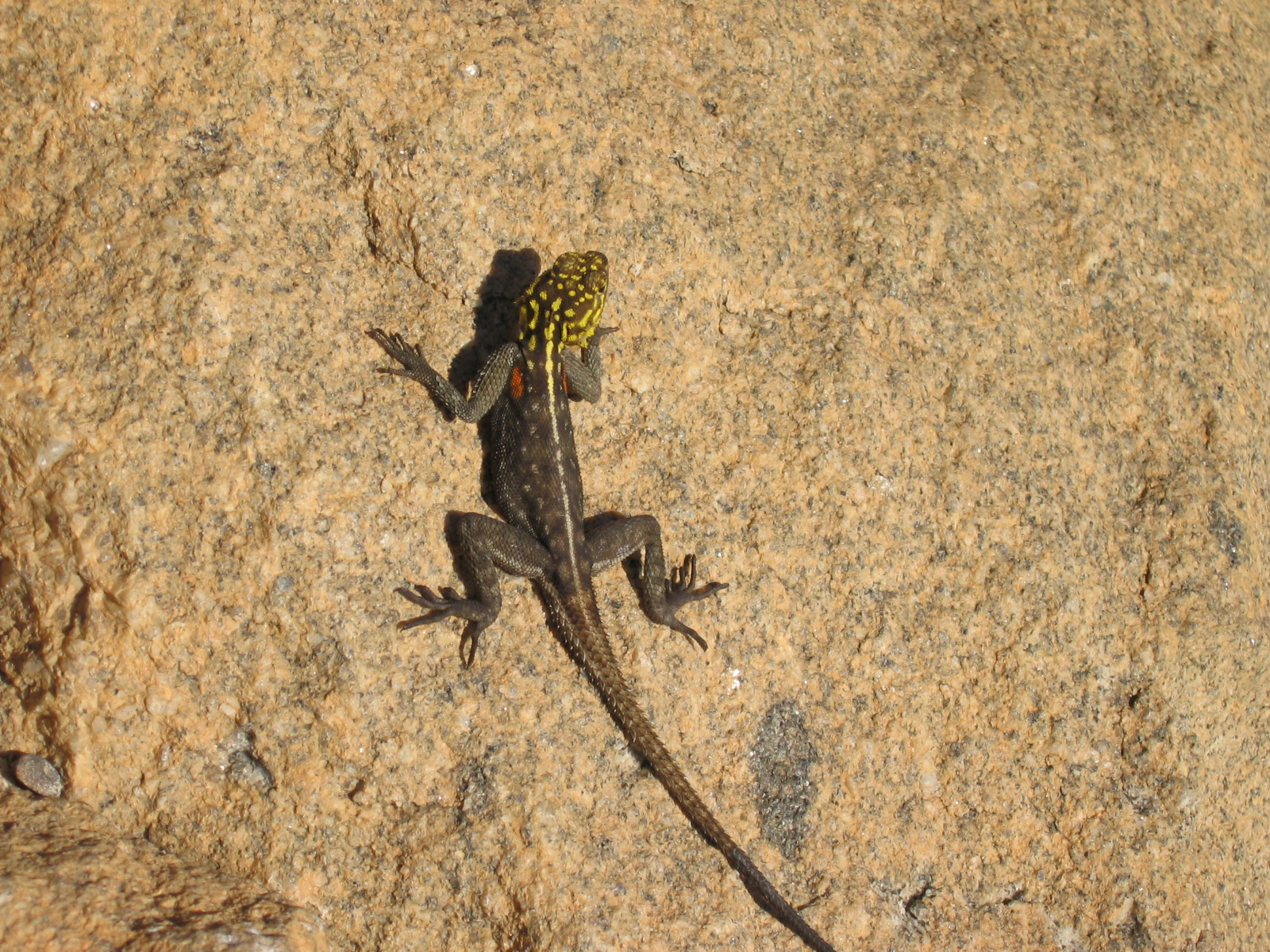